# Lin Sen
Lin Sen (čínsky 林森, pīnyīn: Lín Sēn 16. března 1868 – 1. srpna 1943), přezdívaný Čchang-ren (長 仁), byl čínský politik, který od roku 1931 až do své smrti působil jako předseda národní vlády Čínské republiky.

## Život

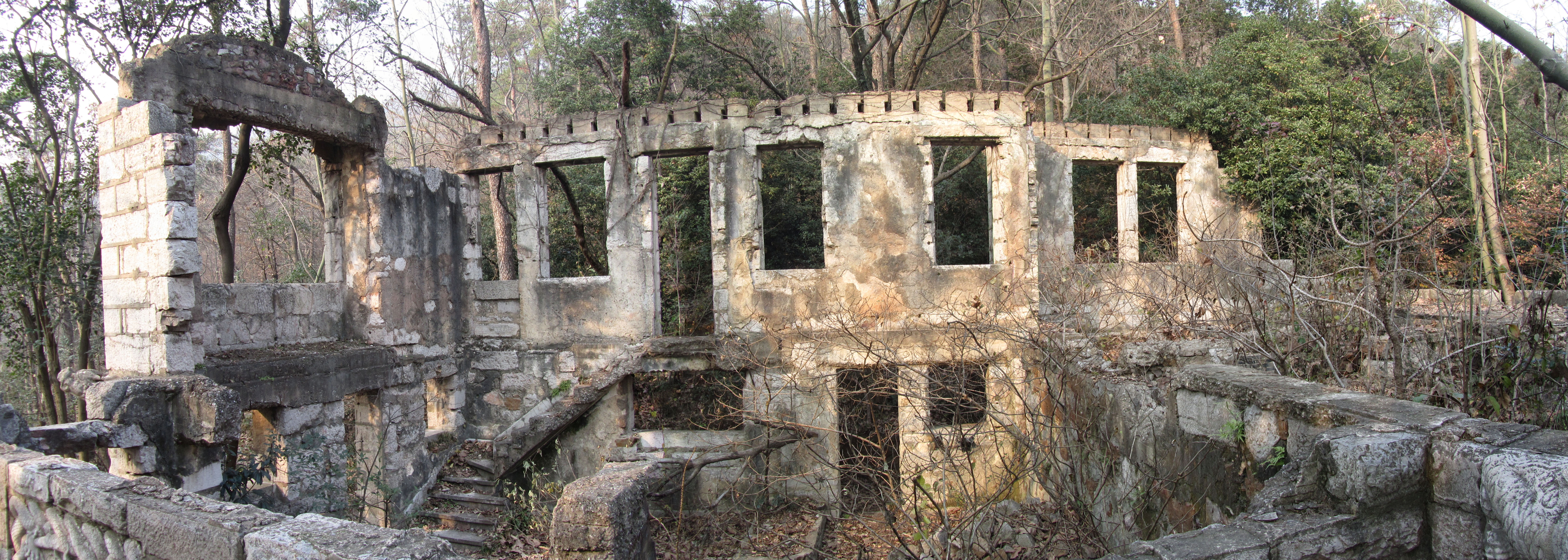
Bývalá vila Lin Sena v Nanjing.

Lin Sen se narodil do rodiny střední třídy ve městě Šang-kan (尚 幹 鄉) v okrese Minhou (閩侯 縣) v provincii Fujian. Byl vzděláván americkými misionáři. Později v roce 1884 pracoval v telegrafní ústředně v Tchaj-peji na Tchaj-wanu. Po první čínsko-japonské válce se zapojil do partyzánských aktivit proti japonským okupantům. V roce 1902 se vrátil na pevninu a pracoval na celním úřadu v Šanghaji. Později žil na Havaji a v San Francisku.
Tam byl v roce 1905 rekrutován Čínskou aliancí a byl zámořským organizátorem Kuomintangu (KMT). Během Sinchajské revlouce měl na starosti vzpouru v Ťiang-si. Stal se předsedou senátu v Národním shromáždění. Po neúspěšné druhé revoluci proti prezidentu Jüan Š'-kchajovi uprchl Lin s Sunjatsenem do Japonska a připojil se ke své čínské revoluční straně. Byl poslán do Spojených států, aby získal finanční prostředky z místních poboček strany. V roce 1917 následoval Suna do Kantonu, kde nadále vedl „mimořádné zasedání“ během hnutí na ochranu ústavy. Když se však shromáždění přidalo na stranu oficiální vlády, zůstal Lin Sen s Sunem a později sloužil jako guvernér provincie Fu-ťien.
Lin byl členem pravicové skupiny Western Hills Group se sídlem v Šanghaji. Skupina byla založena v Pekingu krátce po smrti Sun Jat-sena v roce 1925. Vyzývala kongres strany, aby vyloučili komunisty a prohlásil sociální revoluci za neslučitelnou s národní revolucí KMT. Strana tuto frakci blokovala a následný sjezd vyloučil vůdce Western Hills a pozastavil členství následovníků. Ti pak podporovali Čankajškovu očistu od komunistů v roce 1927. Lin se stal vůdcem frakce Western Hills a po demisi Beiyangské vlády podnikl cestu kolem světa.

## Jako prezident
Zatčení Chu Chan-mina prezidentem Čankajškem v roce 1931 způsobilo rozruch uvnitř strany a armády. Lin a další vysoce postavení úředníci požadovali obžalobu Čankajška. Japonská invaze do Mandžuska zabránila propuknutí občanské války, ale Čankajškova vláda byla nucena 15. prosince rezignovat. Lin byl jmenován na jeho místo jako úřadující prezident a 1. ledna 1932 byl v úřadu potvrzen. Byl vybrán na znamení osobního respektu ale obdržel minimum pravomocí, protože KMT se chtěl vyhnout opakování Čankajškova stylu vlády. Nikdy nepoužíval Prezidentský palác, ve kterém Čankajšek nadále pobýval, a dal přednost svému skromnému pronajatému domu poblíž mauzolea Sunjatsena. Čankajškův vliv byl prakticky obnoven po bitvě u Šanghaje (1932), když si straničtí mocnáři uvědomili jeho nezbytnost.
Krátce po nástupu do prezidentského úřadu se Lin Sen vydal na delší cestu, která ho zavedla na Filipíny, do Austrálie, Spojených států, Spojeného království, Německa a Francie. Navštívil čínskou diasporu a stranické organizace Kuomintang v těchto zemích. Jednalo se o první zámořskou návštěvu sloužící hlavy státu Číny.
V roce 1934 ho časopis TIME nazval „loutkový prezident Lin“, a když na „tajné konferenci vládních vůdců“ hovořil Čankajšek o udělení skutečných pravomocí čínskému prezidentovi, to naznačovalo, že Čankajšek zamýšlel převzít samotné předsednictví, protože Čankajšek držel skutečnou moc, zatímco Linova pozice byla popsána jako „pozice loutky“.
Když se v roce 1937 rozpoutala druhá čínsko-japonská válka, Lin Sen se přestěhoval do válečného hlavního města Čchung-čching. Legalizoval civilní použití partyzánské války, ale to byla jen formalita, protože to byla již rozšířená praxe. Odmítl všechny nabídky na přeběhnutí a spolupráci s japonskou loutkovou vládou.

## Smrt
Dne 10. března 1943 měl Lin Sen autonehodu. O dva dny později dostal mozkovou mrtvici při setkání s kanadskou delegací. Když byl v hospici, naléhal, aby byla v poválečném urovnání zahrnuta i obnova Tchaj-wanu; o pár měsíců později se to stalo součástí Káhirské deklarace. Zemřel 1. srpna ve věku 76 let a na jeho počest byl vyhlášen měsíc smutku. Ústřední výkonný výbor zvolil Čankajška za prezidenta několik hodin po Linově smrti. Všechny pravomoci, které byly prezidentu Linovi odepřeny, byly Čankajškovi obnoveny.